# Julius Plücker
Julius Plücker (Elberfeld, 16 luglio 1801 – Bonn, 22 maggio 1868) è stato un matematico e fisico tedesco.
Diede fondamentali contributi alla geometria analitica ed ampliò lo studio delle curve di Lamé; inoltre fu pioniere delle indagini sui raggi catodici che avrebbero portato alla scoperta dell'elettrone.

## Biografia
Nato a Elberfeld (ora parte di Wuppertal), viene educato a Düsseldorf e alle Università di Bonn, Heidelberg e Berlino. Nel 1823 si reca a Parigi e viene in contatto con la grande scuola dei geometri francesi, il cui fondatore, Gaspard Monge, era morto da poco. Tornato a Bonn nel 1825, nel 1828 viene nominato professore di matematica. Nello stesso anno pubblica il primo volume della sua opera Analytisch-geometrische Entwickelungen, con il quale introduce per primo il metodo delle notazioni geometriche abbreviate. Nel 1831 pubblica il secondo volume nel quale enuncia con chiarezza e autonomia il principio di dualità fra rette e punti. Egli introduce poi la nozione di superficie rigata.
In 1847 Plücker viene nominato professore di fisica a Bonn e si dedica a questa disciplina. Nel 1858 pubblica le prime delle sue classiche ricerche sull'azione dei magneti sulla scarica elettrica nei gas rarefatti. Egli scopre che la scarica porta alla formazione di un bagliore fluorescente sulle pareti del tubo a vuoto e che la zona fluorescente si sposta se il tubo viene posto in un campo magnetico. Successivamente si attribuirà la fluorescenza ai raggi catodici e la deviazione all'interazione fra campo magnetico ed elettroni costituenti tali raggi.
Plücker, prima lavorando da solo, poi con Johann Hittorf, fece molte importanti scoperte sulla spettroscopia dei gas. Fu il primo ad usare un tubo a vuoto dotato di una parte capillare (ora detta tubo di Geissler) grazie alla quale si riesce ad aumentare l'intensità luminosa provocata dalla scarica elettrica fino a rendere possibili indagini spettroscopiche. Anticipa Robert Wilhelm Bunsen e Gustav Kirchhoff annunciando che le linee dello spettro sono caratteristiche della sostanza chimica che le emette e indicando le possibilità aperte dalla sua scoperta nell'analisi chimica. Secondo Hittorf, egli fu il primo a vedere le tre linee dello spettro dell'idrogeno, che pochi mesi dopo la sua morte, furono individuate nello spettro delle protuberanze solari.
Nel 1865 Plücker ritorna allo studio della geometria e avvia quella che nel XIX secolo viene chiamata geometria delle linee. Nella geometria proiettiva propone le coordinate plückeriane, sistema di coordinate omogenee, introdotte inizialmente per immergere l'insieme delle linee in 3 dimensioni in una quadrica in cinque dimensioni. La costruzione si serve di minori determinanti di aspetto 2 × 2 o equivalentemente la seconda potenza esterna dello spazio vettoriale sottostante di 4 dimensioni. Queste coordinate nella loro generalità ora si applicano alla teoria delle grassmanniane (sottospazi k-dimensionali di uno spazio n-dimensionale).
In questo periodo è suo assistente Felix Klein. Nel 1866 ottiene la Copley Medal dalla Royal Society.